# Genkassette
Unter Genkassette versteht man im mikrobiologischen Kontext eine kleine DNA-Sequenz, die in ein Integron eingebaut werden kann. Oft besteht sie aus nur einem Gen und enthält noch einen Rekombinationsort für eine spezifische Integrase. Die Kassette kann ringförmig frei und mobil vorliegen, oder sie ist im Integron eingebaut. Auf diese Weise kann beispielsweise ein Resistenzgen übertragen werden.
Im Kontext der Gentechnik wird der Begriff Genkassette nicht selten in einer Weise verwendet, die dem Begriff Expressionskassette entspricht. Diese Kassette umfasst dabei mindestens ein Ziel-Gen, zusätzlich oft ein Marker-Gen, sowie einen Start- (Promotor) und ein Stoppsignal (Terminator) zur Regulation der korrekten Bildung des Genproduktes (ein Protein oder Peptid).

## Referenzen
- Erik C. Böttger, Fritz H. Kayser: Taschenlehrbuch Medizinische Mikrobiologie. Georg Thieme Verlag, 25. August 2010.
- Bundesamt für Naturschutz: CBD-COP 9, Pressehintergrund – GVO. Gentechnik zum 13. Mai 2008. (PDF, 62 kB).